# Unterneustadt
Unterneustadt ist ein Stadtteil der nordhessischen Großstadt Kassel in Deutschland.

## Geographie
Der Stadtteil Unterneustadt befindet sich östlich der Innenstadt von Kassel am Ostufer der Fulda. Jenseits dieses Flusses grenzt er in Richtung Norden an den Stadtteil Wesertor und im Nord-Nordosten an Wolfsanger-Hasenhecke. Im Nordosten stößt er östlich des Kasseler Hafens an Sandershausen, ein Ortsteil der Gemeinde Niestetal; dort bildet der Schlussabschnitt des Unterlaufs der Losse die natürliche Abgrenzung des Kasseler Stadtgebiets. Im Osten und Südosten stößt die Unterneustadt an den Stadtteil Bettenhausen, zu dem ein Teilbereich des Unterlaufs der Wahle die natürliche Abgrenzung bildet. Im Süden grenzt sie an Waldau und damit an die Fuldaaue und im Südwesten an die jenseits der Fulda liegende Südstadt. Im Westen stößt sie zwischen dem Rondell und der Fuldabrücke an den auch jenseits der Fulda liegenden Stadtteil Mitte, der im Wesentlichen die Kasseler Innenstadt umfasst.

## Politik

### Ortsbeiratswahl
Die Wahlbeteiligung bei der Ortsbeiratswahl 2021 lag bei 41,0 %.
|  | Ortsbeiratswahl Unterneustadt 2021Wahlbeteiligung: 41,0 % 6050403020100 52,8 %24,4 %17,7 %5,1 % GrüneSPDCDUFDPGewinne und Verlusteim Vergleich zu 2016 %p 4 2 0 −2 −4+2,8 %p−2,5 %p−1,9 %p+1,6 %pGrüneSPDCDUFDP |

### Wahlen im Stadtteil
| Jahr | Wahl                        | Wbt.  | SPD  | Linke | Grüne | AfD  | CDU  | BSW | FDP | FW  | Sonst. |
| ---- | --------------------------- | ----- | ---- | ----- | ----- | ---- | ---- | --- | --- | --- | ------ |
| 2025 | Bundestagswahl              | 74,4  | 20,0 | 19,9  | 19,6  | 14,2 | 13,4 | 6,0 | 2,5 | 0,8 | 3,6    |
| 2024 | Europawahl                  | 57,2  | 16,6 | 9,0   | 22,9  | 11,1 | 13,3 | 6,2 | 2,8 | 1,4 | 16,7   |
| 2023 | Landtagswahl                | 54,9  | 16,6 | 12,0  | 26,1  | 15,1 | 17,3 | —   | 3,1 | 2,6 | 7,2    |
| 2021 | Bundestagswahl              | 66,6  | 25,4 | 10,6  | 28,1  | 6,6  | 11,2 | —   | 9,3 | 1,3 | 7,5    |
| 2021 | Ortsbeirat                  | 41,0  | 24,4 | —     | 52,8  | —    | 17,7 | —   | 5,1 | —   | —      |
| 2021 | Stadtverordnetenversammlung | 41,0  | 20,4 | 16,3  | 32,4  | 5,3  | 14,7 | —   | 5,2 | 2,3 | 3,41   |
| 2016 | Ortsbeirat                  | 36,3  | 26,9 | —     | 50,0  | —    | 19,6 | —   | 3,5 | —   | —      |
| 2016 | Stadtverordnetenversammlung | 36,1  | 23,0 | 16,3  | 25,6  | 11,0 | 14,7 | —   | 4,3 | 3,1 | 2,02   |
| 2011 | Ortsbeirat                  | 37,7  | 30,2 | —     | 43,6  | —    | 18,8 | —   | —   | 7,3 | —      |
| 2011 | Stadtverordnetenversammlung | 37,7  | 29,0 | 11,7  | 30,0  | —    | 19,2 | —   | 2,0 | 3,1 | 5,13   |
| 2006 | Ortsbeirat                  | 33,4  | 40,6 | —     | 31,9  | —    | 27,5 | —   | —   | —   | —      |
| 2001 | Ortsbeirat                  | k. A. | 44,1 | —     | 25,5  | —    | 28,8 | —   | —   | —   | —      |

Fußnoten
1 2021: zusätzlich: Bienen: 2,2 %; PARTEI: 1,2 %

2 2016: zusätzlich: Piraten: 2,0 %

3 2011: zusätzlich: Piraten: 4,4 %; AUF-Kassel: 0,7 %

## Ortsbild
Der teils dicht bebaute Stadtteil Unterneustadt befindet sich im Ostteil der flach gegliederten Kasseler Fulda-Niederung. Sein unbebauter Nordteil, in dem sich auch der Hafen der Stadt befindet, umfasst ein Wiesen- und Ackergelände, das nördlich von der Fulda umflossen wird. Südlich der Hafenbrücke ist der Stadtteil dicht bebaut und noch etwas weiter südlich und damit südlich der Fuldabrücke entstand seit 1997 auf dem ehemaligen Messeplatz ein Neubaugebiet, an das sich südlich und östlich das dicht bebaute Blücherviertel, ein alter Ortsbezirk des Stadtteils Unterneustadt anschließt. Von dort aus führt der Waldauer Fußweg direkt in die Fulda-Auen. Östlich dieses Stadtviertels befinden sich zwei Sportplätze, noch weiter östlich der Platz der Deutschen Einheit und der Messeplatz, auf dem mehrmals jährlich Zirkus und Kirmes stattfinden. Früher befand sich diese Fläche auf dem südlichen Neubaubereich am Unterneustädter Kirchplatz. Vor dem Krieg, unter dem Namen "Leistersche Wiese" auf dem Bereich des heutigen Platz der deutschen Einheit. Jenseits dieses Verkehrskreisels und damit noch weiter östlich liegt ein Industrieviertel mit Schrott- und Rohstoffplätzen und das Betriebsgelände der Städtischen Werke. Der Süden der Unterneustadt geht allmählich in ein Wiesen- und Ackergelände und in die bereits erwähnte Fuldaaue über und im Südosten befinden sich die Schrebergärtenkolonien der Vereine Fackelteich und Schwanenwiese.

## Geschichte

### Allgemeines

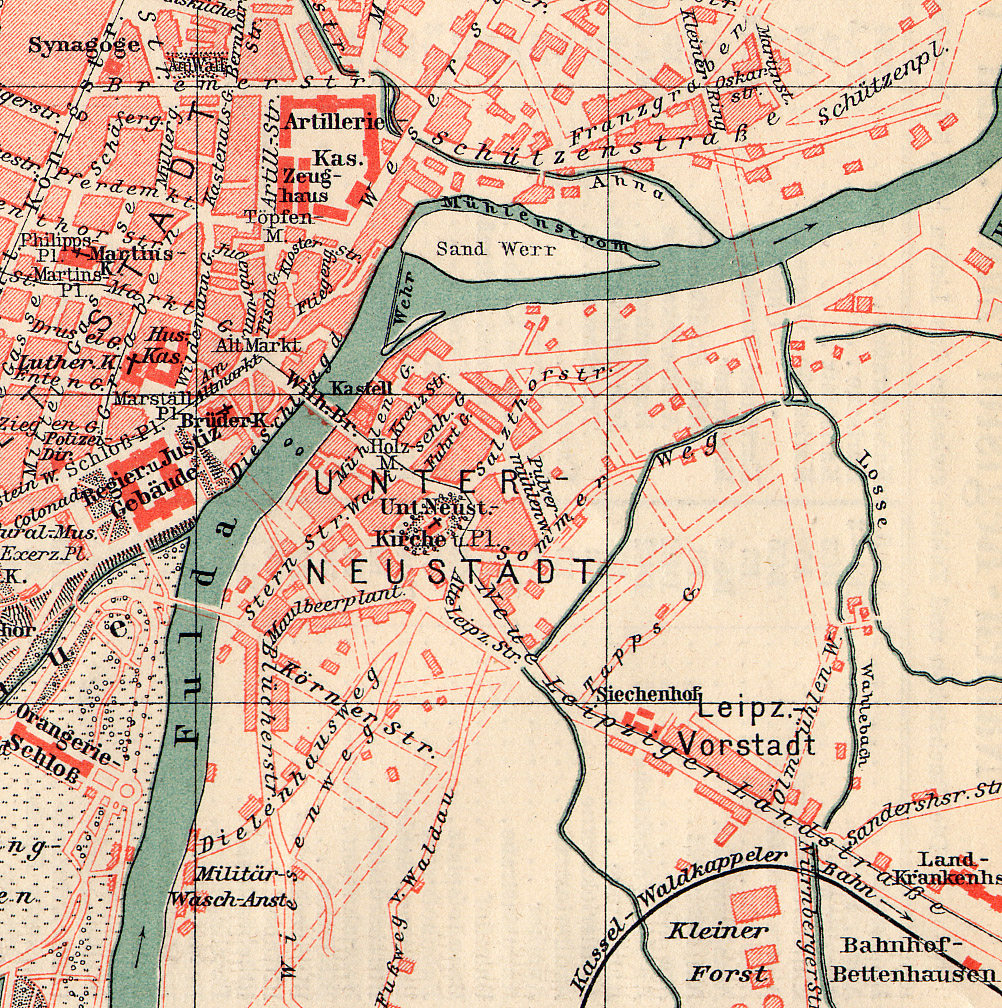
Unterneustadt 1895

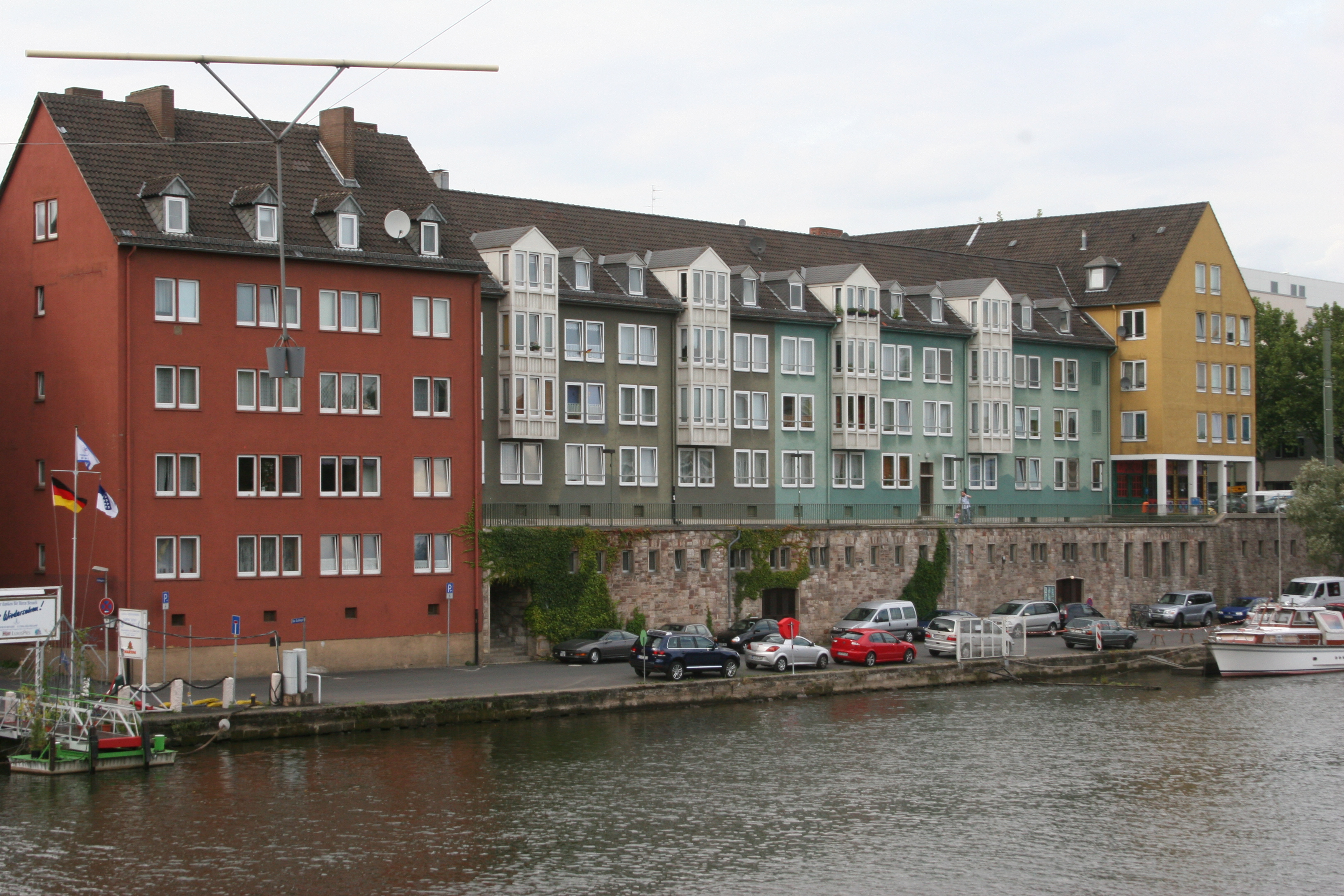
Blick auf die Altstädter Seite an der Schlagd

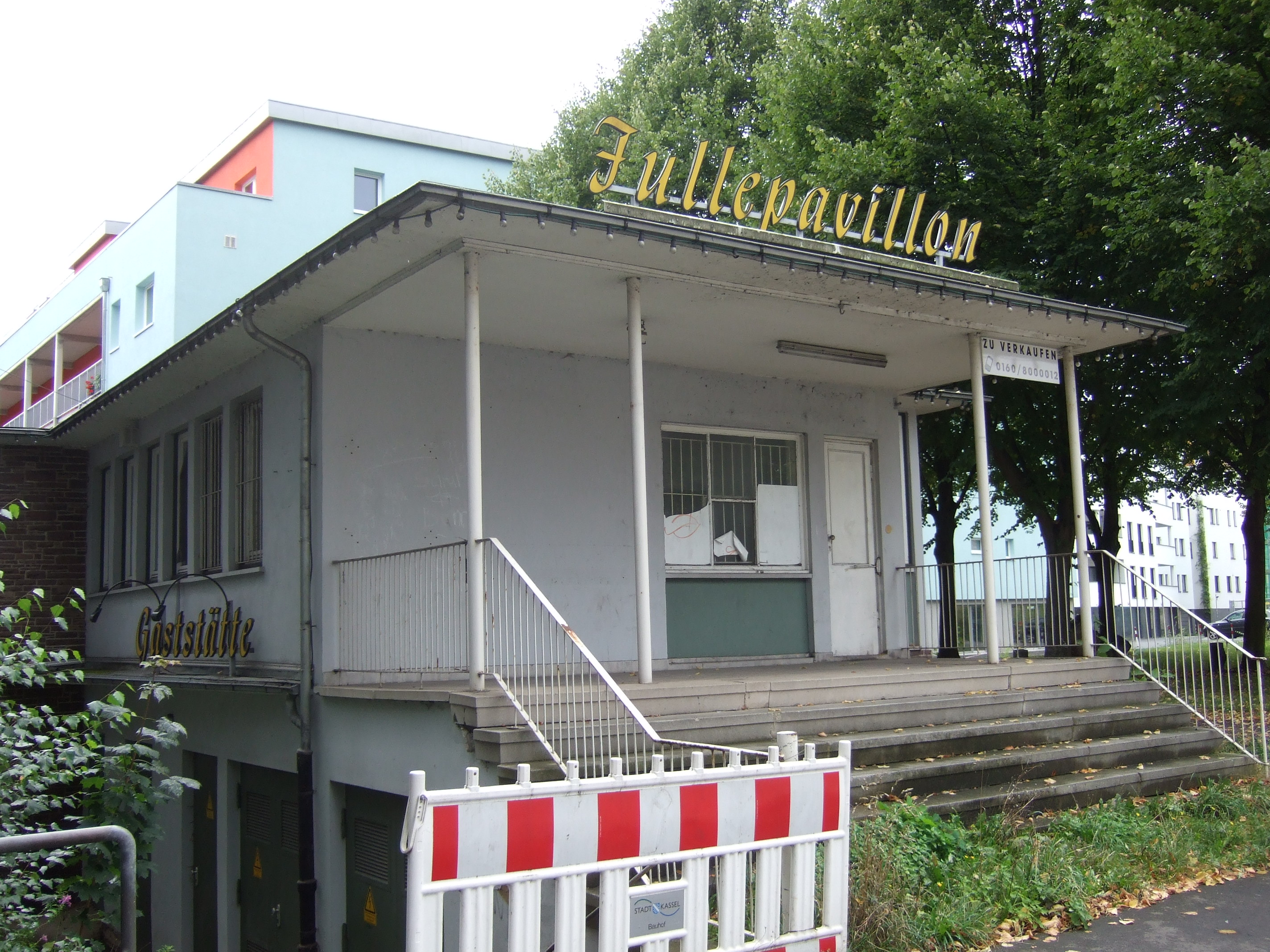
Der verbliebene kleine Messepavillon und jetzige Fullepavillon in der neubebauten Unterneustadt

Der Stadtteil Unterneustadt ist nach der im Zweiten Weltkrieg völlig zerstörten Altstadt, die nach dem Krieg mit moderner Architektur neu errichtet wurde und seitdem zum Stadtteil Mitte zählt, der zweitälteste Kasseler Stadtteil. Er wurde 1283 als eigene Stadt planmäßig angelegt. Das Zentrum war später der Holzmarkt mit der Magdalenenkirche auf dem Unterneustädter Kirchplatz, die der heiligen Maria Magdalena geweiht war. Das Rathaus stand am Markt- und Kirchplatz. Wie alle Neugründungen von Städten zu dieser Zeit hatte die Unterneustadt ein eigenes Gemeinwesen und eine eigene Gerichtsbarkeit mit einem Schöffenkolleg von sechs Schöffen. 1378 erfolgte die Zusammenlegung mit den beiden anderen Städten Freiheit und Altstadt zu einem einzigen Gemeinwesen. Die Grenzen der Unterneustadt wurden im Lauf der Zeit mehrmals erweitert.

### Zeittafel
- Überschwemmungen der Fulda gab es 1643 "19 fus über dem Waßerspiegel", 1688 ("sechzehn fus"), 1763 (12 Fuss), 1799 ("13 1/2 fus") und am 17./18. Januar 1841 ("12 fus"): "Am 17ten und 18ten Januar haben wir (…) in Kaßel eine unerhörte Waßerflut gehabt." So berichtet es der in der Unterneustadt geborene J. A. Vogt um 1845.[1] Ähnlich hoch steigt es verursacht durch Regen, Tauwetter und Eisschollen erst wieder am 4. Februar 1909.

- Eine Veränderung, die auch die Platzzufahrten betraf, und zum Abriss von Häusern dafür führte, war 1791–1794 der Bau der Wilhelmsbrücke über die Fulda und der Abbruch der alten Brücke danach. "In den Jahren 1791, und den zwei hierauf folgenden Jahren wurde die Wilhelmsbrücke über die Fulda gebauet, und am 28ten November 1794 die Überfahrt derselben eröffnet, und mit Abbrechung der alten Fuldabrücke am 4ten Dezember 1794 der Anfang gemacht.",[2] berichtet wieder Vogt.

- "Am 3ten Dezember 1794 wurde die Unterneustädter Kirche, welche auf dem gegenwärtigen sogenannten Holzmarkt stand, abgebrochen."[3]

- Zum Jahreswechsel 1925/26 wurde die Unterneustadt von einem starken Hochwasser heimgesucht, das am ersten Tag des neuen Jahres gegen Mittag seinen Höchststand erreichte. Einige Straßen waren nur noch per Boot oder Floß passierbar. Daraufhin wurden zwei Eisbrecher an der Fuldabrücke abgerissen und das Flussbett der Fulda im Brückenbereich ausgetieft, damit dort ein besserer Durchfluss gewährleistet werden konnte.

- Im Zweiten Weltkrieg wurden die an der Fulda liegenden Stadtteile und damit auch die Unterneustadt am 17. Mai 1943 erneut von einem starken Hochwasser heimgesucht, nachdem die Staumauer des Edersees um kurz vor 2 Uhr morgens durch einen britischen Fliegerangriff zerstört wurde, worauf sich rund 160 Mio. m³ Wasser durch das Eder- und Fuldatal über Kassel nach Norden in die Weser und damit zur Nordsee ergossen. Mit der Flut- und Schlammwelle, die ihren Höchststand etwa um 15 Uhr erreichte, trieben Tierkadaver, Baumstämme und Hausteile durch die niedrig liegenden Stadtteile, wodurch große Schäden verursacht wurden.

- Im Zweiten Weltkrieg wurde die Unterneustadt beim Bombenangriff in der Nacht vom 22. auf den 23. Oktober 1943 nahezu vollständig zerstört.

- Der durch den Zweiten Weltkrieg zerstörte Bereich der Unterneustadt, der sich südlich der Fuldabrücke befand, wurde nach dem Krieg nicht wieder aufgebaut; dieser wurde 1950 in einen Messeplatz umgewandelt, auf dem bis Anfang 1997 alljährlich verschiedene Volksfeste und Messen sowie Zirkusse stattfanden, unter anderen der Zissel, Kassels ältestes und größtes Volksfest.

- Seit 1997 wird im Bereich des ehemaligen Messeplatzes, der sich seit 1950 südlich der Fuldabrücke befand, ein modernes Wohnviertel (Bauarbeiten dauern noch an) errichtet. Auf der daran angebundenen Walter-Lübcke-Brücke können Fußgänger und Radfahrer über die Fulda in den Stadtteil Mitte gelangen. Der Messeplatz wurde auf die Schwanenwiese verlegt, die sich in einer Flutmulde der Niederung der Fulda direkt südwestlich neben dem Platz der Deutschen Einheit befindet; er wurde erstmals im September 1997 als solcher genutzt.

- 2004 gründeten Kasseler Bürger einen Förderverein, der das Kurbad Jungborn sanierte, das sich in der Unterneustadt am Fuldaufer befindet. Es ist eines der wenigen Zeugnisse der alten Stadt, das die Zerstörungen des Krieges überlebt hat. Der Jungborn ist das letzte der vielen ehemals an der Fulda befindlichen Flussbäder, wurde später ein Warmbad und diente bis 1999 als medizinisches Bad. Seit 2011 ist es ein kleines Museum für die Badegeschichte der Stadt und dient zudem als Vereinsheim für einen Wassersportverein.

## Verkehrsanbindung

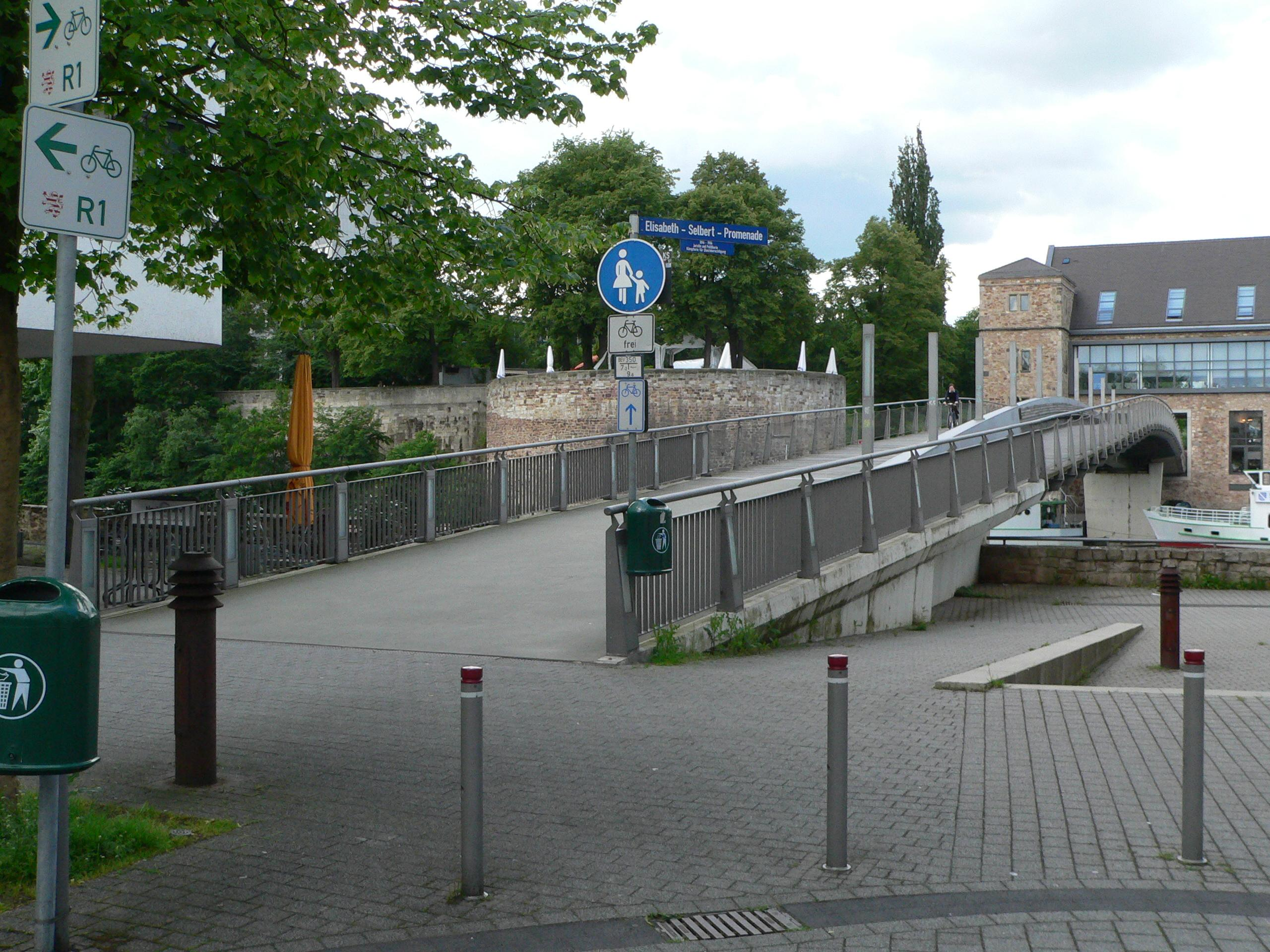
Walter-Lübcke-Brücke (ehemalige Karl-Branner-Brücke)

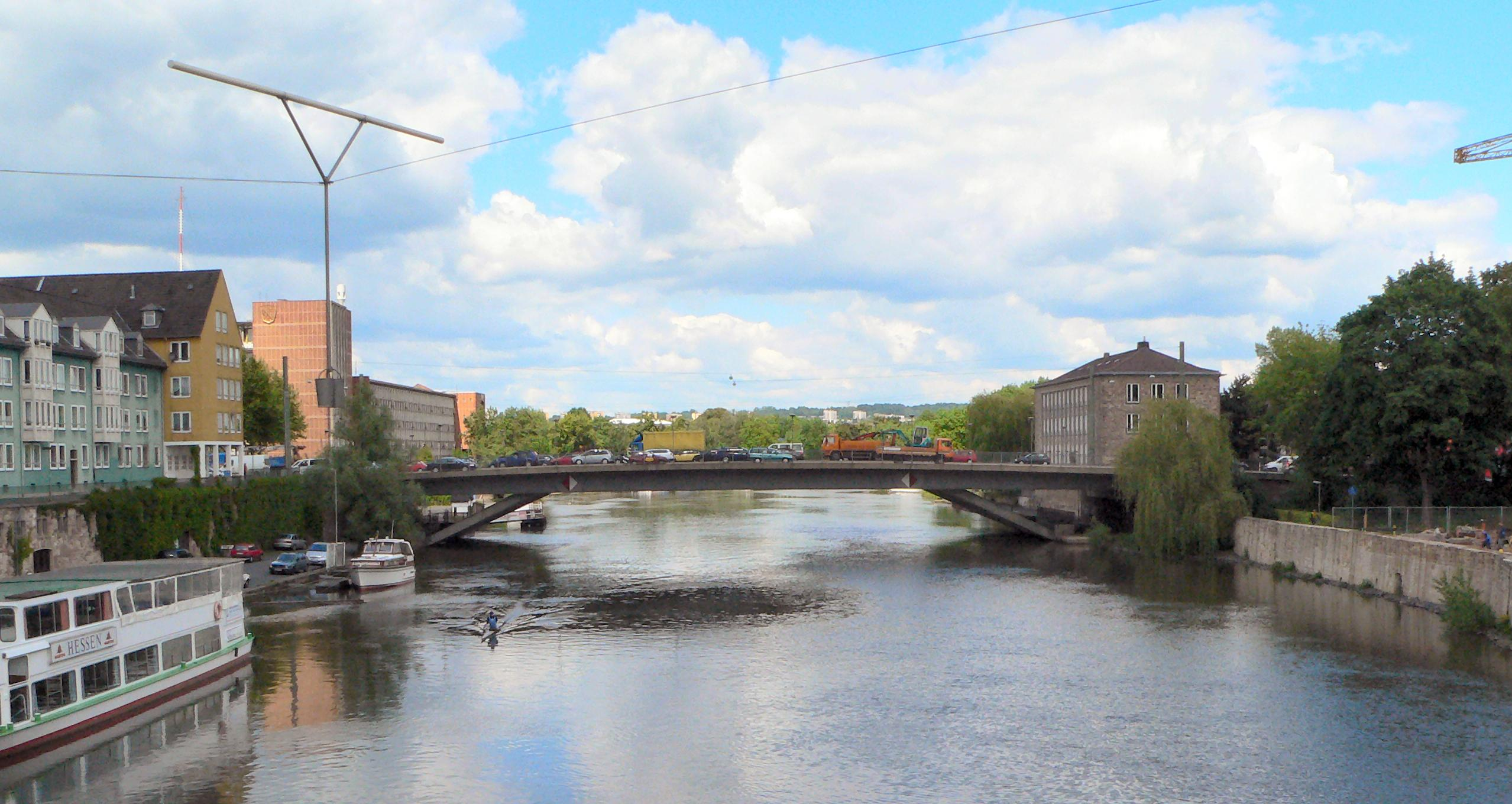
Altmarkt-Brücke und Fulda

Der Stadtteil Unterneustadt ist im Westen- und Nordwesten über die Hafen- und Fuldabrücke mit der Kasseler Innenstadt und den westlichen Stadtgebieten verbunden. Über zwei verschiedene Bundesstraßen und über von diesen abzweigende Zubringerstraßen besteht Anbindung zu drei Autobahnen: Über die B 7 (Leipziger Straße) nach Südosten fahrend kommt man zur A 7 (Anschlussstelle Kassel-Ost bzw. alternativ Kassel-Nord an Dresdner Straße). Auf der B 83 nach Süden fahrend gelangt man zur A 49 (Anschlussstelle Kassel-Waldau). Von den eben genannten Autobahnen besteht Anbindung an die A 44.
Die Unterneustadt ist durch die Straßenbahnlinien 4 und 8 und mehrere Buslinien der KVG erschlossen. Neben den Bürgersteigen auf der Hafen- und Fuldabrücke gibt es auch die über die Fulda beispielsweise zur Innenstadt im Stadtteil Mitte und zur Karlsaue führenden Fußgängerbrücken Walter-Lübcke-Brücke und die Drahtbrücke. Eine weitere Brücke zwischen Haus der Jugend und Wehr ist in den ursprünglichen Planungen für die Neugründung der Unterneustadt vorgesehen, aber bisher aufgrund der Entwicklungen im Hoch- und Straßenbau nicht realisiert worden. Diese Wallstraßenbrücke sollte der besseren fußläufigen Anbindung des neuen Quartiers an die Hochschule und die innerstädtischen Wohnquartiere am Pferdemarkt und Katzensprung dienen. Die Hafenbrücke wurde zwischen 2008 und 2011 aufwendig erneuert.

## Gewässer
An den westlichen Grenzabschnitten des Stadtteils Unterneustadt verläuft die Fulda in Süd-Nord-Richtung, an der Nordostgrenze bilden etwa die letzten 500 m des Unterlaufs der Losse die natürliche Abgrenzung des Kasseler Stadtgebiets zur bereits erwähnten Gemeinde Niestetal und im Osten und Südosten bildet ein Zwischenabschnitt des Unterlaufs der Wahle die natürliche Abgrenzung zum obig genannten Stadtteil Bettenhausen. Die zwei letzteren Flüsschen münden jeweils an den westlichen Grenzen der Unterneustadt in die Fulda.